# کارولینا نواکوفسکا
کارولینا نواکوفسکا (لهستانی: Karolina Nowakowska؛ زادهٔ ۱۷ مهٔ ۱۹۸۲) بازیگر و خواننده اهل لهستان است.
از فیلم‌ها یا مجموعه‌های تلویزیونی که وی در آن‌ها نقش داشته‌است، می‌توان به مفقودشدگان، دوستان و اجاره‌نشین‌ها اشاره نمود.